# Heinrich von Tunna

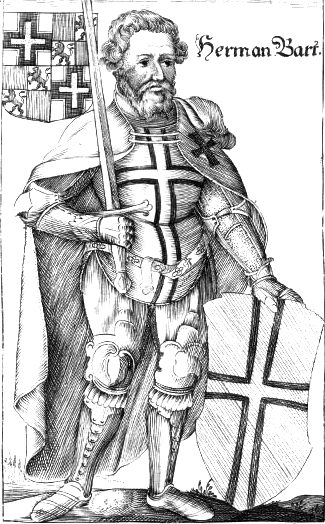
Heinrich Bart

Hochmeisterwappen Heinrichs von Tunna

Heinrich von Tunna, genannt Heinrich Bart (auch Herman Bart; † 2. Juni 1209), war der dritte Hochmeister des Deutschen Ordens von 1208 bis 1209.
Er war ein Ministerial des Landgrafen Hermann I. von Thüringen, Pfalzgraf von Sachsen. Er gehörte vermutlich zur Familie von Thüna.
1208 trat er eine Pilgerreise ins Heilige Land an. Zur Finanzierung der Reise überließ er ein ihm als Eigentum gehörendes Waldstück auf dem Ettersberg dem Kloster Reinhardsbrunn und erhielt dafür 10 Mark Silber.
In Palästina trat er in den Deutschen Orden ein und wurde noch im selben Jahr zum Hochmeister gewählt. Die Ursachen seines schnellen Aufstiegs sind ungeklärt. Er starb bereits 1209 und wurde in Akkon begraben.